# Christa Grengel
Christa Grengel (* 1940) ist eine deutsche evangelische Theologin, Oberkirchenrätin der EKD und Ökumenikerin.

## Leben
Grengel absolvierte nach Erlangung ihrer Hochschulreife ein Studium der Evangelischen Theologie. Danach wurde sie Vikarin der Berlin-Brandenburgischen Kirche und nach Ablegung des Zweiten theologischen Examens zur Pastorin ordiniert. Nach Vorlage einer Dissertation zu einem ökumenischen Thema wurde sie zum Doktor der Theologie promoviert. Frühzeitig wuchs sie in die Aufgaben ihrer Kirche für zwischenkirchliche und ökumenische Beziehungen hinein. In den 1970er Jahren war Christa Grengel auch im Ökumenischen Rat der Kirchen (ÖRK) tätig: zunächst im Vorbereitungsausschuss für die ÖRK-Vollversammlung in Nairobi 1975 und bis 1983 als Mitglied der ÖRK-Entwicklungskommission. Auch an der Ausarbeitung der Meißener Erklärung von 1988, die die Beziehungen der deutschen evangelischen Kirchen mit der anglikanischen Kirche regelt, war sie maßgeblich beteiligt. In einer Abteilung des Bundes der Evangelischen Kirchen in der DDR arbeitete sie zur Durchdringung der Friedensfrage aus evangelischer Sicht. Auch als Ökumenereferentin in der Kirchenkanzlei der Evangelischen Kirche der Union (EKU) war sie tätig und wurde 1991 zur Leiterin der Übersee-Abteilung im Kirchenamt der EKD berufen. Im Verlauf ihrer Dienstjahre wurde sie zur Kirchenrätin und schließlich zur Oberkirchenrätin ernannt – wenn auch gegen ihr hartnäckiges Widerstreben. Im Jahre 1994 wurde sie in den Ruhestand verabschiedet.
Christa Grengel, die sich intensiv mit Friedens- und Gerechtigkeitsfragen beschäftigt hatte, interessierte sich für die Arbeit der internationalen Christlichen Friedenskonferenz (CFK) und beteiligte sich an der I. und II. Allchristlichen Friedensversammlung, die 1961 bzw. 1964 in Prag stattfanden.
Als der Ökumenische Rat der Kirchen im August 2001 in Genf eine Konsultation abhielt und ein Ende der israelischen Besatzung Palästinas forderte, vertrat sie dabei die kollektive Meinung der EKD in der Nahostfrage, die sich in darin ausdrückt:

„Die ÖRK-Delegierten fassten den Entschluss, mit regionalen und internationalen Partnern enger zusammenzuarbeiten, um u. a. Waren aus den israelischen Siedlungen im Westjordanland zu boykottieren, die Bildung eines ‚Ökumenischen Überwachungsteams‘ vor Ort voranzubringen und insbesondere in Jerusalem gemeinsames ökumenisches Handeln zu koordinieren. Auf einem vom 11. – 14. September anstehenden Treffen des ÖRK-Exekutivrats solle außerdem ein besonderer Schwerpunkt auf einem ‚Ende der Gewalt der Besatzung in Palästina‘ gesetzt werden.“

Im Februar 2003 vertrat sie die EKD bei einer Tagung der Konferenz Europäischer Kirchen (KEK) in Berlin, als diese ein scharfes Wort des Widerspruchs zum anglo-amerikanischen Vorhaben eines Krieges gegen den Irak verabschiedete.

## Werke
- Der Laie in Gemeinde und Kirche; Berlin: Evangelische Verlagsanstalt, 1979
- Christa Grengel, Andreas Maurer: An den Orten ihres Ursprungs. In: Evangelisches Missionswerk in Deutschland (Hrsg.): Geschwister im Glauben. Hamburg 2001
- Bilaterale Theologische Dialoge mit der Russischen Orthodoxen Kirche; Russkaia Pravoslavnaia Tserkov, Evangelische Kirche in Deutschland, Klaus Schwarz, Christa Grengel, Sabine Fahl, Missionshandlung Hermannsburg; ISBN 3-87546-094-4 (3-87546-094-4)

### Als Koautorin
- Joachim Heise (Hrsg.): Christa Lewek. Kompetent und unbequem. Darin: Christa Grengel, Erinnerung an die ehemalige Kollegin, S. 55

### Als Herausgeberin
- … zu achten aufs Wort : Ausgew. Arbeiten; Werner Schmauch. Hrsg. in Verbindung mit Christa Grengel und Manfred Punge von Werner-Christoph Schmauch; Berlin: Evangelische Verlags-Anstalt, 1967

## Ehrungen
- Im Frühjahr 1990 erhielt sie zusammen mit Reinhard Groscurth den Theologischen Ehrendoktor vom Eden Theological Seminar der United Church of Christ. Christa Grengels Ehrung galt „her efforts in peace and ecumenism“.[4]